# Кюстендил (язовир)
„Кюстендил“ е язовир в строеж в Община Кюстендил.
По проект ще има завирен обем 15,2 млн. куб. м., височина на стената – 67,5 м., залята площ – 570 декара. Водоподаването му е предвидено да е до 800 литра вода в секунда.
Строителството му започва в 1978 година на Новоселска река над село Слокощица. С изграждането му се предвижда окончателно да бъде решен водният въпрос в Кюстендилско – за водоползване, напояване и чистота.
Към 2014 г. е изграден на степен 55% от първоначалния план, който предвижда към него да има пречиствателна станция. Към 2012 г. е проектирано допълнително изграждането и на ВЕЦ към язовира. В разгара на партийната надпревара в парламентарни избори в България (2013) година лидерът на ГЕРБ Бойко Борисов обещава на кюстендилци, от централния площад на града „Велбъжд“, че ако партията му спечели изборите, ще доизгради язовира.